# Chage & Aska
Chage and Aska (チャゲ&飛鳥) foi uma dupla de cantores e compositores japoneses que iniciou carreira em 1979 e atingiu sucesso em seu país. Gravaram um Acústico MTV na Inglaterra e fizeram shows pela Ásia. Influenciados por música folk e Beatles no início de carreira, foram incorporando elementos de hard rock e sons eletrônicos no repertório. Seu ponto forte, no entanto, são mesmo as baladas românticas. Comercialmente, tiveram grande êxito com os singles "Say yes" (1991) e "Yah Yah Yah" (1993), ambos com vendas superiores a 3 milhões de cópias em seu país de origem. Diversas outras canções conseguiram destaque, como "Love song", "Romancing yard", "No no darling", "If", "Kono ai no tameni" e várias outras. 
Em 1994, gravaram a música em inglês "Something there", tema do filme Street Fighter - A última batalha, que foi estrelado por Jean-Claude Van Damme e Raul Julia. No ano seguinte, voltaram a trabalhar com Street Fighter, assinando a supervisão musical da série em anime Street Fighter II-V. Em 1995, tiveram sua música "On your mark" transformada em um elogiado video-clip em anime escrito e dirigido pelo renomado cineasta Hayao Miyazaki. 
Chage já lançou trabalhos solo e também como integrante do grupo Multi Max. Aska também possui carreira solo, fato sempre bem administrado com a carreira da dupla, muito mais bem-sucedida comercialmente. Ainda seguem em plena atividade, com grandiosas turnês apoiadas em uma sucessão de clássicos do J-pop, o pop-rock nipônico.
Em 2014, Aska foi flagrado portando drogas ilegais e sentenciado a 3 anos de prisão.